# Bridport
Bridport és una població dels Estats Units a l'estat de Vermont. Segons el cens del 2000 tenia 1.235 habitants.

## Demografia
Segons el cens del 2000, Bridport tenia 1.235 habitants, 456 habitatges, i 343 famílies. La densitat de població era de 10,8 habitants per km².
Dels 456 habitatges en un 33,6% hi vivien nens de menys de 18 anys, en un 63,8% hi vivien parelles casades, en un 6,1% dones solteres, i en un 24,6% no eren unitats familiars. En el 18,6% dels habitatges hi vivien persones soles el 8,1% de les quals corresponia a persones de 65 anys o més que vivien soles. El nombre mitjà de persones vivint en cada habitatge era de 2,71 i el nombre mitjà de persones que vivien en cada família era de 3,07.
Per edats la població es repartia de la següent manera: un 26,9% tenia menys de 18 anys, un 8,2% entre 18 i 24, un 27% entre 25 i 44, un 25,3% de 45 a 60 i un 12,7% 65 anys o més.
L'edat mediana era de 36 anys. Per cada 100 dones de 18 o més anys hi havia 102,9 homes.
La renda mediana per habitatge era de 44.531 $ i la renda mediana per família de 48.542 $. Els homes tenien una renda mediana de 28.839 $ mentre que les dones 23.950 $. La renda per capita de la població era de 19.720 $. Entorn del 3,4% de les famílies i el 6,9% de la població estaven per davall del llindar de pobresa.